# 格拉茨·本亚明
格拉茨·本亚明（匈牙利語：Grátz Benjámin，1996年2月16日—）生于布达佩斯，是一名匈牙利男子游泳运动员。格拉茨六岁时受父亲影响开始接触游泳，并在运动生涯初期时取得一定的成功。他于2014年的世界短池游泳锦标赛上完成其国际主要成年级赛事首秀。